# Iouri Trifonov
Pour les articles homonymes, voir Trifonov.
Iouri Valentinovitch Trifonov (en russe : Юрий Валентинович Трифонов), né le 28 août 1925 à Moscou et mort le 28 mars 1981 à Moscou, est un écrivain de langue russe de la période soviétique,. Il était l'un des principaux représentants de la « Prose urbaine » soviétique. Considéré comme favori pour le prix Nobel de littérature en 1981, il est mort quelques mois avant le choix du jury.

## Biographie
Iouri Trifonov est le fils d'un militant bolchevik Valentin Trifonov devenu après la révolution officier supérieur et plus tard président du Collège militaire de la Cour suprême de l'URSS. Il s’intéresse à la littérature dès l'école secondaire. A l'âge de neuf ans il s'essaie à l'écriture avec l'histoire d'un éléphant volant à Denver. Il écrit des récits et des poèmes, et est rédacteur du journal mural de sa classe. il tient également un journal intime et collectionne les timbres. Pendant la guerre, il vit d'abord deux ans à Tachkent à la suite de l'évacuation de Moscou devant les troupes nazis où il termine ses études secondaires. Puis il revient à Moscou et travaille pendant trois ans comme ouvrier dans une usine d'aviation (1942-1945). Il y entre comme fraiseur, puis est promu répartisseur et prend alors en charge le journal mural. Il reprend simultanément ses études en 1944 à l'Institut de littérature Maxime-Gorki en cours du soir, puis à partir de 1945 comme étudiant. Il suit pendant les cinq ans de ses études l'enseignement de l'écrivain Constantin Fedine.
Attiré très tôt par l'écriture, il publie ses deux premiers récits en 1948 : Lieux familiers dans le quotidien moscovite Moskovski Komsomolets et Dans la steppe dans le journal Molodoï Kolkhoznik, repris dans l'almanach Molodaïa Gvardïa. Il obtient son diplôme en 1949, en rédigeant un roman dans le style du réalisme socialiste, Les Étudiants. Ce roman est publié en 1950 par la revue littéraire Novy Mir et lui vaut à vingt-cinq ans popularité et un prix Staline.
Lors de ses études, il a été menacé d'exclusion de l'Institut après la découverte par les organes de sécurité qu'il a omis de mentionner lors de son inscription l'arrestation de son père lors des purges staliniennes de 1937 et sa condamnation à mort. On retrouve d'ailleurs un écho de ce thème dans le roman dont deux des personnages sont exclus de l'Institut ou menacés d'exclusion. Ceci peut expliquer qu'il aura aussi ensuite du mal à se faire publier pendant les années 1950.
Il commence alors une carrière de journaliste sportif, puis revient à la littérature à la fin des années 1950 avec une série de nouvelles Sous le soleil. En 1963, après son voyage au Turkménistan, il publie un roman consacré à la construction d’un canal en plein désert la Soif étanchée, roman qu’il a dû réécrire trois fois pour satisfaire la censure. Il poursuit dans la même veine sociale avec deux romans : Le Reflet du Brasier publié en 1965, puis plus tard Le Temps de l'Impatience (1973). Le Reflet du Brasier est une biographie romancée de la vie de son père.
Il acquiert une réputation mondiale à partir de 1969 avec une série de romans et de nouvelles sur la vie de la classe moyenne moscovite des années 1960, dont l'un des plus représentatifs est L'Échange, publié aux Éditions Gallimard dans Bilan préalable, qui décrit la vie d'une famille cherchant à changer d'appartement à la suite d'un divorce. Iouri Lioubimov, alors directeur du théâtre de la Taganka à Moscou l'a ensuite adapté à la scène avec un vif succès, ainsi que la Maison sur le quai, un autre roman du cycle moscovite. Il est également l'auteur de nombreuses nouvelles, en particulier sur la vie moscovite et le sport, traduites partiellement dans le recueil Mise à mort d'un pigeon.
Mort le 28 mars 1981 à Moscou d'une embolie pulmonaire à la suite d'une opération du rein à l'âge de 55 ans, il est enterré au cimetière de Kountsevo.
Les œuvres de Iouri Trifonov sont traduites en de très nombreuses langues.

## Les Étudiants, popularité et reniement
Dans l'œuvre de Iouri Trifonov, le roman Les Étudiants occupe une place à part. Trifonov l'écrit pendant ses années d'étudiant et ce roman lui vaut, outre une reconnaissance officielle, un grand succès auprès de la jeunesse soviétique jusque dans les années 1960. Il est traduit en français dès 1953 et réédité en 1954. Néanmoins, par la suite, Trifonov évitera d'en faire mention.
C'est avec cette œuvre présentée au jury comme travail de fin d'études en 1949 que Iouri Trifonov obtient son diplôme de fin d'études à l'Institut de littérature, lieu où se déroule l'action du roman Les Étudiants. Constantin Fedine, qui était l'organisateur du séminaire que Trifonov a suivi pendant ses cinq années d'étude, est également membre du comité de lecture de Novy Mir. Une fois remanié durant l'année suivant la fin de ses études, ce roman de plus de 400 pages est proposé par Constantin Fedine au rédacteur en chef Alexandre Tvardovski, qui le publie dans les numéros d'octobre et novembre 1950 de la revue. Le succès est considérable et il se voit décerner le prix Staline (3e degré seulement il est vrai). Un vrai triomphe pour un écrivain de 25 ans !
Les raisons qui ont pu convaincre les cerbères idéologiques du comité de sélection est un mélange heureux de strict conformisme à l'idéologie du réalisme socialiste avec un style primesautier, rendant d'une façon colorée la vie des étudiants soviétiques de l'époque. Il met en scène le conflit entre le héros, Vadim Belov, jeune soldat démobilisé après trois ans de front, étudiant dans la ligne, animateur d'un cercle littéraire pour les jeunes ouvriers, avec Serge Pavaline, l'individualiste arriviste, prêt à toutes les compromissions pour réussir comme écrivain. Comme I. Trifonov il écrit un roman pendant ses études. Adulé par ses pairs, chouchou des étudiantes, il est décrit comme égoïste, sans scrupule, à la recherche des honneurs et des prébendes à tout prix : il commet un plagiat dans un article littéraire et est alors « démasqué » publiquement lors d'une assemblée des étudiants membres du Komsomol. À la fin de l'histoire, il se repent et après une homérique victoire de l'équipe de volleyball qu'il amène à la victoire il est réintégré dans la communauté étudiante. Une autre intrigue concerne l'exclusion d'un professeur de littérature du XIXe siècle dont les méthodes et les analyses sont jugées dépassées par ses étudiants : il est licencié par le doyen sur dénonciation du Komsomol et ne saura se transformer, symbole du monde ancien qui doit disparaître. Le défilé du 1er mai constitue une coda enthousiaste entre hymne La Jeunesse démocratique et feux d'artifice.
Cette trame très conformiste répond en tous points au cahier des charges du réalisme socialiste, mais elle est sauvée par le talent en germes de Iouri Trifonov : une subtilité dans l'analyse psychologique, des personnes plus riches que leurs stéréotypes, une précision de la description des situations et des conflits, une vitalité des dialogues, qui fera l'essence de sa prose de la maturité.
Plus tard, Trifonov donnera une appréciation assez franche de son premier roman. Dans une interview en 1970, il déclare : «Comme je considère maintenant Les Étudiants ? Parfois j'y suis indifférent, parfois je me sens gêné. C'était un étrange mélange de sincérité et de ruses, que je croyais naïvement obligatoire ».
Selon la slaviste belge Carolina de Maegd-Soëp, professeur à l'université de Gand et spécialiste de Trifonov, « Trifonov n'aimait pas penser à son premier roman. Il semblait en avoir honte. Il me l’a dédicacé ainsi : « C'est le livre que je n'ai pas écrit. » »

## Adaptations
- 1966 : La Soif étanchée (Утоление жажды) de Boulat Mansourov
- 2004 : Un long adieu (Долгое прощание) de Sergueï Oursouliak

## Quelques traductions françaises
- Les Étudiants, Moscou, 1953, éditions en langues étrangères
- La Soif étanchée, Moscou 1968, Éditions du progrès
- Le Temps de l'impatience, Paris 1974, Robert Laffont, coll. « Pavillons »
- Bilan préalable (Trois nouvelles moscovites), Paris 1975, NRF
- La Maison disparue, Paris 1990, Gallimard coll « Du monde entier »
- Fumées et brouillards vers le soir, Paris 1979, Stock
- Le Reflet du brasier, Paris 1980, NRF,
- Mise à mort d'un pigeon (recueil de nouvelles écrites entre 1966 et 1970), Paris 1981, NRF
- Le Temps et le lieu, Paris, 1987, NRF
- La Maison du Quai (comprenant aussi la nouvelle Une autre vie), Paris, 197X, NRF
- La nouvelle Le Camarade caucasien a été traduite dans La Nouvelle Revue française no 327, 1er avril 1980.